# Семизова Пониква
Семизова Пониква је насељено мјесто у општини Вареш, Босна и Херцеговина.

## Становништво
|             | 2013.       | 1991.        |
| Укупно      | 23 (100,0%) | 118 (100,0%) |
| Хрвати      | 23 (100,0%) | 97 (82,20%)  |
| Југословени | –           | 19 (16,10%)  |
| Остали      | –           | 2 (1,695%)   |
| Бошњаци     | –           | 0 (0,000%)1  |
| Срби        | –           | 0 (0,000%)   |

1. 1 На пописима од 1971. до 1991. Бошњаци су пописивани углавном као Муслимани.